# Crannes-en-Champagne
Crannes-en-Champagne – miejscowość i gmina we Francji, w regionie Kraj Loary, w departamencie Sarthe.
Według danych na rok 1990 gminę zamieszkiwały 234 osoby, a gęstość zaludnienia wynosiła 20 osób/km² (wśród 1504 gmin Kraju Loary Crannes-en-Champagne plasuje się na 1035. miejscu pod względem liczby ludności, natomiast pod względem powierzchni na miejscu 931.).